# Rugby Viadana 2008-2009

## Super 10 2008-09

### Stagione regolare
| Incontro                | Andata | Ritorno |
| ----------------------- | ------ | ------- |
| Veneziamestre — Viadana | 13-18  | 19-38   |
| Viadana — Capitolina    | 39-11  | 35-32   |
| Viadana — Benetton      | 14-20  | 14-25   |
| Parma — Viadana         | 30-34  | 21-15   |
| Viadana — Rugby Roma    | 27-15  | 26-25   |
| Rovigo — Viadana        | 24-23  | 11-36   |
| Viadana — Calvisano     | 20-6   | 6-23    |
| Petrarca — Viadana      | 18-21  | 13-31   |
| Viadana — GRAN Parma    | 52-14  | 43-18   |

#### Risultati della stagione regolare
| Posizione | G  | V  | N | P | PF  | PS  | DP   | B | Pt |
| --------- | -- | -- | - | - | --- | --- | ---- | - | -- |
| 1ª        | 18 | 13 | 0 | 5 | 492 | 338 | +154 | 9 | 61 |

### Fase finale
| Turno | Incontro           | Andata | Ritorno |
| ----- | ------------------ | ------ | ------- |
| SF    | Rovigo — Viadana   | 19-23  | 11-15   |
| F     | Viadana — Benetton | 20-29  | 20-29   |

## Coppa Italia 2008-09

### Prima fase

#### Girone A
| Incontro             | Risultato |
| -------------------- | --------- |
| Parma — Viadana      | 24-21     |
| Viadana — Calvisano  | 35-9      |
| Viadana — Capitolina | 17-25     |
| Viadana — Rovigo     | 13-14     |

#### Risultati del girone A
| Posizione | G | V | N | P | PF | PS | DP  | B | Pt |
| --------- | - | - | - | - | -- | -- | --- | - | -- |
| 3ª        | 4 | 1 | 0 | 3 | 86 | 72 | +14 | 3 | 7  |

## European Challenge Cup 2008-09

### Prima fase

#### Girone 5
| Incontro                 | Andata | Ritorno |
| ------------------------ | ------ | ------- |
| Bayonne — Viadana        | 10-21  | 24-22   |
| Viadana — Saracens       | 12-35  | 19-36   |
| Mont-de-Marsan — Viadana | 15-21  | 6-25    |

#### Risultati del girone 5
| Posizione | G | V | N | P | PF  | PS  | DP | B | Pt |
| --------- | - | - | - | - | --- | --- | -- | - | -- |
| 2ª        | 6 | 3 | 0 | 3 | 120 | 126 | -6 | 1 | 13 |

## Verdetti
- Viadana qualificato alla Heineken Cup 2009-2010.